# Copa Intertoto da UEFA de 2003
A Copa Intertoto da UEFA de 2003 foi a 9ª edição da prova, ganha pelo Schalke 04, Villarreal, e Perugia. As três equipas qualificaram-se para a Copa da UEFA de 2003-04.

## 1ª Eliminatória
Os jogos realizaram-se a 21 e 22 de Junho para a primeira mão e 28 e 29 de Junho os da segunda mão.
| Equipe 1             | Total      | Equipe 2              | 1.º jogo | 2.º jogo   |
| -------------------- | ---------- | --------------------- | -------- | ---------- |
| SV Pasching          | 2-2 (g.f.) | FC WIT Georgia        | 1-0      | 1-2        |
| Futbol Club Encamp   | 1-7        | Lierse S.K.           | 0-3      | 1-4        |
| FC Spartak Trnava    | 2-7        | FK Pobeda             | 1-5      | 1-2        |
| KF Partizani         | 3-3 (g.f.) | Maccabi Netanya       | 2-0      | 1-3        |
| 1. FC Brno           | 3-3 (g.f.) | Kotayk Abovian        | 1-0      | 2-3        |
| FC Koper             | 3-2        | NK Zagreb             | 1-0      | 2-2        |
| FK Žalgiris Vilnius  | 1-4        | Örgryte IS            | 1-1      | 0-3        |
| Győr ETO FC          | 3-3 (g.f.) | Ethnikos Achna FC     | 1-1      | 2-2        |
| Videoton FC Fehérvár | 4-5        | PFC Marek Dupnitsa    | 2-2      | 2-3 (a.p.) |
| Odra Wodzisław       | 1-3        | Shamrock Rovers       | 1-2      | 0-1        |
| Tampere United       | 2-2 (g.f.) | Ceahlăul Piatra Neamţ | 1-0      | 1-2        |
| FK Sutjeska          | 4-1        | Union Luxembourg      | 3-0      | 1-1        |
| Bangor City F.C.     | 2-6        | Gloria Bistriţa       | 0-1      | 2-5        |
| OFK Beograd          | 11-4       | Narva Trans           | 6-1      | 5-3        |
| Dinaburg FC          | 1-2        | FC Wil                | 1-0      | 0-2        |
| Polonia Warszawa     | 1-5        | FC Tobol              | 0-3      | 1-2        |
| FK ZTS Dubnica       | 7-1        | Olympiakos Nicósia    | 3-0      | 4-1        |
| FC Dacia Chişinău    | 5-1        | GÍ Gøta               | 4-1      | 1-0        |
| FK Sloboda Tuzla     | 2-2 (g.p.) | KA                    | 1-1      | 1-1        |
| FC Shakhtyor         | 8-1        | Omagh Town F.C.       | 1-0      | 7-1        |
| AC Allianssi         | 2-1        | Hibernians F.C.       | 1-0      | 1-1        |

Legenda:
- a.p. - equipa apurou-se após prorrogação

## 2ª Eliminatória
Os jogos realizaram-se a 5 e 6 de Julho para a primeira mão e 12 e 13 de Julho os da segunda mão.
| Equipe 1               | Total      | Equipe 2        | 1.º jogo | 2.º jogo |
| ---------------------- | ---------- | --------------- | -------- | -------- |
| Akratitos              | 0-1        | AC Allianssi    | 0-1      | 0-0      |
| Örgryte IS             | 4-4 (g.f.) | OGC Nice        | 3-2      | 1-2      |
| 1. FC Slovácko         | 4-3        | OFK Beograd     | 1-0      | 3-3      |
| Racing de Santander    | 2-2 (g.f.) | Győr ETO FC     | 1-0      | 1-2      |
| FC Slovan Liberec      | 4-0        | Shamrock Rovers | 2-0      | 2-0      |
| FC Thun                | 3-4        | 1. FC Brno      | 2-3      | 1-1      |
| Brescia Calcio         | 3-2        | Gloria Bistriţa | 2-1      | 1-1      |
| PFC Marek Dupnitsa     | 1-3        | VfL Wolfsburg   | 1-1      | 0-2      |
| FC Shakhtyor           | 3-5        | HNK Cibalia     | 1-1      | 2-4      |
| K. Sint-Truidense V.V. | 0-3        | FC Tobol        | 0-2      | 0-1      |
| Willem II Tilburg      | 3-4        | FC Wil          | 2-1      | 1-3      |
| FK Pobeda              | 2-3        | SV Pasching     | 1-1      | 1-2      |
| FK Sloboda Tuzla       | 2-5        | Lierse S.K.     | 1-0      | 1-5      |
| Tampere United         | 1-0        | FK Sutjeska     | 0-0      | 1-0      |
| FC Dacia Chişinău      | 5-0        | KF Partizani    | 2-0      | 3-0      |
| FC Koper               | 3-3 (g.f.) | FK ZTS Dubnica  | 1-0      | 2-3      |

Legenda:
- g.f. - equipa apurou-se pela Regra do gol fora de casa

## 3ª Eliminatória
Os jogos realizaram-se a 19 e 20 de Julho para a primeira mão e 26 de Julho os da segunda mão.
| Equipe 1             | Total | Equipe 2          | 1.º jogo | 2.º jogo   |
| -------------------- | ----- | ----------------- | -------- | ---------- |
| FC Tobol             | 0-4   | SV Pasching       | 0-1      | 0-3        |
| Perugia Calcio       | 4-0   | AC Allianssi      | 2-0      | 2-0        |
| Egaleo FC            | 4-5   | FC Koper          | 2-3      | 2-2        |
| FC Nantes Atlantique | 5-3   | FC Wil            | 2-1      | 3-2        |
| OGC Nice             | 0-1   | Werder Bremen     | 0-0      | 0-1        |
| Villarreal CF        | 3-1   | Brescia Calcio    | 2-0      | 1-1        |
| En Avant Guingamp    | 4-5   | 1. FC Brno        | 2-1      | 2-4 (a.p.) |
| FC Dacia Chişinău    | 1-3   | FC Schalke 04     | 0-1      | 1-2        |
| Racing de Santander  | 1-3   | FC Slovan Liberec | 0-1      | 1-2        |
| 1. FC Slovácko       | 0-3   | VfL Wolfsburg     | 0-1      | 0-2        |
| Tampere United       | 1-2   | HNK Cibalia       | 0-2      | 1-0        |
| SC Heerenveen        | 5-1   | Lierse S.K.       | 4-1      | 1-0        |

Legenda:
- a.p. - equipa apurou-se após prorrogação

## Meias-finais
Os jogos realizaram-se a 30 de Julho e 4 de Agosto.
| Equipe 1             | Total | Equipe 2          | 1.º jogo | 2.º jogo |
| -------------------- | ----- | ----------------- | -------- | -------- |
| FC Nantes Atlantique | 0-1   | Perugia Calcio    | 0-1      | 0-0      |
| SV Pasching          | 5-1   | Werder Bremen     | 4-0      | 1-1      |
| 1. FC Brno           | 1-3   | Villarreal CF     | 1-1      | 0-2      |
| FC Schalke 04        | 2-1   | FC Slovan Liberec | 2-1      | 0-0      |
| SC Heerenveen        | 2-1   | FC Koper          | 2-0      | 0-1      |
| HNK Cibalia          | 1-8   | VfL Wolfsburg     | 1-4      | 0-4      |

## Finais
Os jogos realizaram-se a 12 e 26 de Agosto.
| Equipe 1       | Total | Equipe 2      | 1.º jogo | 2.º jogo |
| -------------- | ----- | ------------- | -------- | -------- |
| SV Pasching    | 0-2   | FC Schalke 04 | 0-2      | 0-0      |
| SC Heerenveen  | 1-2   | Villarreal CF | 1-2      | 0-0      |
| Perugia Calcio | 3-0   | VfL Wolfsburg | 1-0      | 2-0      |